# Hottarum
Hottarum, monotipski biljni rod iz porodice kozlačevki dio tribusa Schismatoglottideae, potporodica Aroideae. 
Jedina vrsta je H. truncatum, polugrm i endem sa Bornea

## Sinonimi
- Piptospatha truncata (M.Hotta) Bogner & A.Hay; Telopea 9(1): 213 (2000)
- Microcasia truncata M.Hotta; Mem. Coll Sci Univ. Kyoto, Ser. B, 32(1): 22 (1965)

## Vanjske poveznice
|  | Zajednički poslužitelj ima još gradiva o temi Hottarum truncatum |
|  | Wikivrste imaju podatke o taksonu Hottarum                       |